# Gulkindad siska
Gulkindad siska (Spinus yarrellii) är en hotad fågel i familjen finkar som enbart förekommer naturligt i nordöstra Brasilien.

## Utseende och läten
Gulkindad siska är en liten (10 cm) och bjärt gulfärgad fink. Hanen har svart hjässa som kontrasterar mot gult på ansiktet, halssidorna och undersidan. Ovansidan är ljust olivgul med korta mörkt olivfärgade streck. Vingarna är svarta med olivgula kanter på vingtäckarna, bjärt gult vingband, gul vingfläck och gula tertialkanter. Övergumpen är också gul, medan stjärten är svart med gul stjärtrot. Honan är olivgul på hjässa och undersida med gulare övergump. Sången är ljus, varierad och skärande.

## Utbredning och systematik
Gulkindad förekommer i nordöstra Brasilien, idag begränsad till ett område från Piauí, Rio Grande do Norte, Pernambuco och Alagoas söderut till nordcentrala. Den är även införd till norra Venezuela, i Carabobo, och även tillfälligt observerad vid ett tillfälle i Colombia. Den behandlas som monotypisk, det vill säga att den inte delas in i några underarter.

### Släktestillhörighet
Tidigare placerades den i Carduelis, men förs numera till Spinus efter genetiska studier, tillsammans med övriga amerikanska siskor samt grönsiska och himalayasiska.

## Status
Gulkindad har en liten världspopulation uppskattad till mellan 6000 och 15000 individer. Den minskar kraftit dessutom i antal till följd av illegal fångst för burfågelindustrin. Internationella naturvårdsunionen IUCN anser den därför vara hotad och kategoriserar den som sårbar.

## Namn
Fågelns vetenskapliga artnamn hedrar William Yarrell (1784–1856), engelsk ornitolog och bokhandlare.